# Ternana Calcio
La Ternana Calcio es un club de fútbol de Italia, con sede en Terni, en la región de Umbría. Fue fundado el 2 de octubre de 1925, y refundado en varias ocasiones. Compite en la Serie C, tercera categoría del fútbol italiano.

## Historia

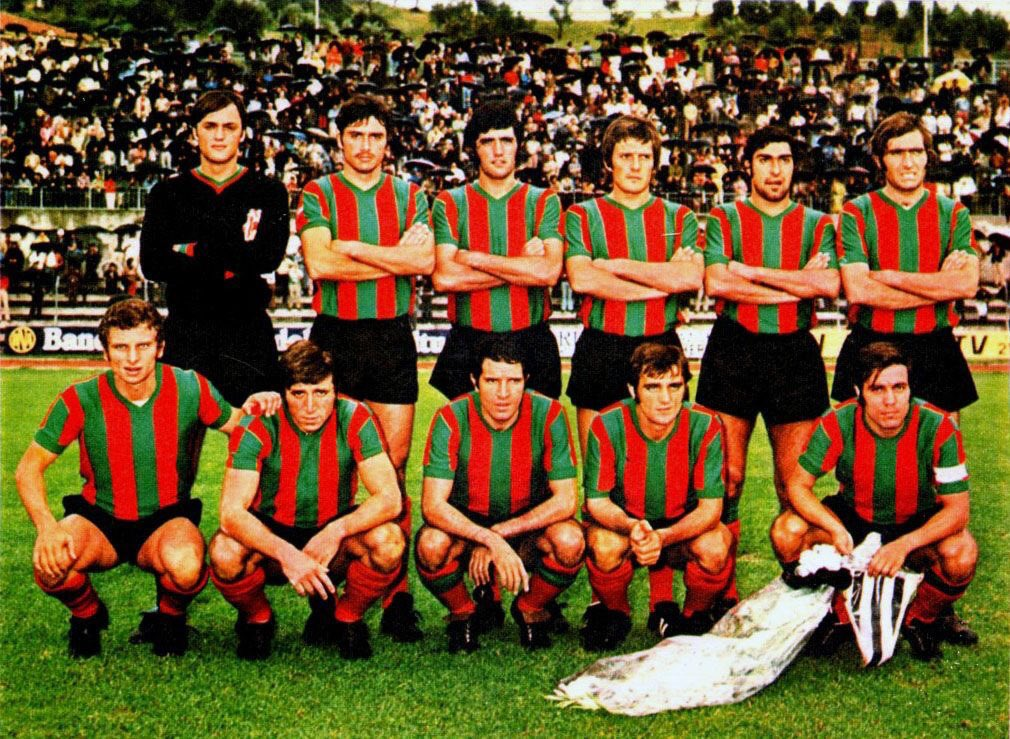
Ternana en la temporada 1972-73.

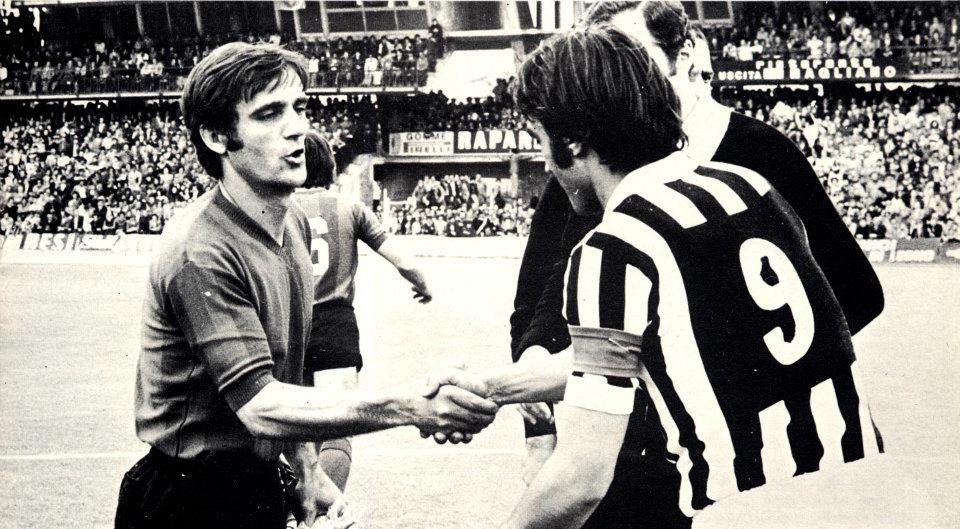
Ternana vs Juventus de Turín, Serie A 1974-75.

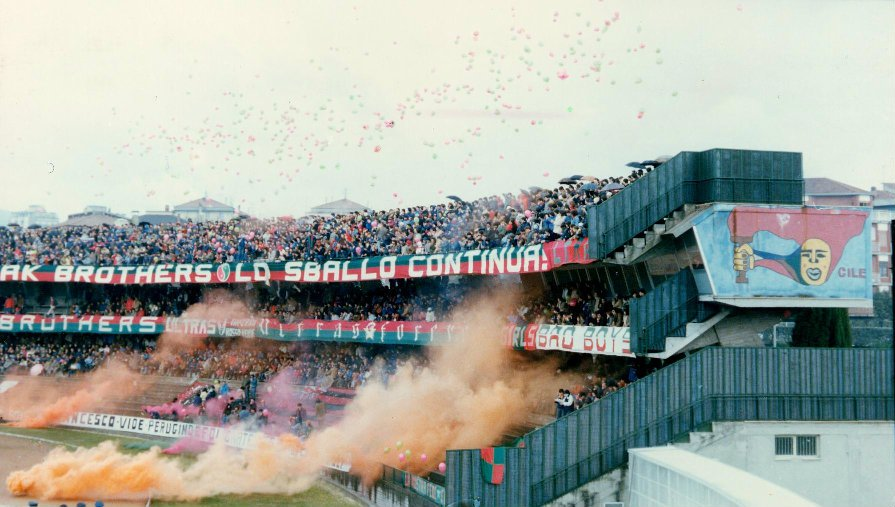
Derbi entre Ternana y Foligno, Estadio Libero Liberati, 18 de marzo de 1984.

Fue fundado en 1925 de la unión de los equipos preexistentes en la ciudad de Terni, con el nombre de Unione Sportiva Terni. A lo largo de su historia solo ha participado en dos campeonatos de Serie A, la máxima división italiana. También cuenta con 27 participaciones en Serie B (segunda división).
En años más recientes, desde el 2006 hasta el 2012 militaría en la tercera división del fútbol italiano. Desde el año 2011 hasta 2018 jugó en la Serie B.
En junio de 2017 el conjunto ternano fue adquirido por Stefano Bandecchi (propietario de la Universidad Nicolás de Cusa).
Tras quedar en el puesto 22° en la temporada de Serie B 2017-18, el club descendió a la Serie C.

## Palmarés

### Torneos nacionales
- Serie B (1): 1971-72
- Supercopa de la Serie C (1): 2021

### Torneos interregionales
- Seconda Divisione (1): 1926-27 (Grupo B)
- Serie C (4): 1940-41 (Grupo G), 1942-43 (Grupo I), 1967-68 (Grupo C), 2020-21 (Grupo C)
- Serie C1 (1): 1991-92 (Grupo B)
- Lega Pro Prima Divisione (1): 2011-12 (Grupo A)
- Serie C2 (1): 1996-97 (Grupo B)
- Serie D (1): 1963-64 (Grupo D)

### Torneos regionales
- Seconda Divisione Umbria (2): 1925-26, 1934-35
- Promozione Umbria (1): 1953-54